# Ice Lake (microprocesador)
Ice Lake es el nombre en clave de Intel para los procesadores Intel Core de décima generación basados en la nueva microarquitectura Sunny Cove. Se esperaba que Ice Lake reemplazara los microprocesadores basados en la microarquitectura Skylake en 2019 y 2020, lo que representa el paso de la arquitectura en el modelo de Intel Process-Architecture-Optimization. Ice Lake se produce en la segunda generación del proceso de 10 nm de Intel, 10 nm +, convirtiéndose en la segunda microarquitectura de Intel que se fabrica en el proceso de 10 nm después del lanzamiento limitado de Cannon Lake en 2018. Las CPU Ice Lake se venden junto con las CPU Comet Lake de 14 nm como el "núcleo de décima generación" de Intel.  

## Historia del diseño y características
Ice Lake fue diseñado por el equipo de diseño de procesadores de Intel Israel en Haifa, Israel.
Intel publicó detalles de Ice Lake durante el "Día de la Arquitectura Intel" en diciembre de 2018, afirmando que el núcleo de Sunny Cove Ice Lake se centraría en el rendimiento de un solo hilo, en nuevas instrucciones y mejoras de escalabilidad. Intel declaró que las mejoras de rendimiento se lograrían haciendo que el núcleo sea "más profundo, más amplio e inteligente".
Ice Lake está construido sobre la microarquitectura Sunny Cove; presenta un aumento del 50% en el tamaño de la memoria caché de datos L1, una memoria caché L2 más grande (depende del tamaño del producto), una memoria caché μOP más grande y un TLB de segundo nivel más grande. El núcleo también ha aumentado en ancho, al aumentar los puertos de ejecución de 8 a 10 y al duplicar el ancho de banda del L1. El ancho de asignación también ha aumentado de 4 a 5. El esquema de paginación de 5 niveles admite un espacio de dirección lineal de hasta 57 bits y un espacio de dirección física de hasta 52 bits, aumentando el espacio de memoria virtual a 128 PB, de 256 TB, y la memoria física direccionable a 4 PB, en lugar de 64 TB. 
El 1 de agosto de 2019, Intel lanzó las especificaciones de las CPU Ice Lake -U y -Y. Las CPU de la serie Y perdieron su sufijo -Y y su nombre m3; en cambio, Intel usa un número final antes del tipo de GPU para indicar la potencia de su paquete; 0 corresponde a 9 W, 5 a 15 W y 7 a 28 W. Además, los dos primeros números en el número de modelo corresponden a la generación del chip, mientras que el tercer número dicta la familia a la que pertenece la CPU (i3, i5, etc.); por lo tanto, un 1035G7 sería un Core i5 de décima generación con una potencia de paquete de 15 vatios y una GPU G7.
Las pre-órdenes en compras  de las computadoras portátiles con CPU Ice Lake comenzaron en agosto de 2019, seguidos de los envíos en septiembre del mismo año.

## Cambios en la arquitectura en comparación con anteriores microarquitecturas Intel

### CPU
- Un aumento del 18% en promedio en la IPC, en comparación al año 2015 con Skylake, funcionando con la misma frecuencia y configuración de memoria.
- Instrucción de Caché de datos L1 : 32 KB / 48 KiB y Caché L2: 512 KiB.
- Dynamic Tuning 2.0: esto permite que la CPU permanezca en frecuencias turbo por más tiempo.
- Nuevos subconjuntos de instrucciones AVX-512: VPOPCNTDQ, VBMI2, BITALG, VPCLMULQDQ, GFNI y VAES.
- Intel Deep Learning Boost, usado para el aprendizaje automático / aceleración de inferencia de inteligencia artificial.

### GPU
- GPU de Gen11 con hasta 64 unidades de ejecución; 4K a 120Hz, 5K, salida de pantalla 8K.
- Tasa variable en sombreados.
- DisplayPort 1.4a con compresión de flujo de pantalla; HDMI 2.0b.
- Hasta 1.15 TFLOPS de rendimiento computacional.
- Dos canales de codificación HEVC de 10 bits, ya sea dos transmisiones 4K60 4: 4: 4, simultáneamente o una 8K30 4: 2: 2.

### Características nuevas
- Transistores a 10nm+
- Nuevo controlador de memoria con soporte DDR4 3200 y LPDDR4X 3733.
- Soporte integrado para Wi-Fi 6 (802.11ax).
- Soporte para Thunderbolt 3.

## Lista de procesadores Ice Lake
Intel espera lanzar la CPU Core i7-1068G7 en el primer trimestre de 2020 con computadoras portátiles basadas en esta CPU que estarán disponibles en el segundo trimestre de 2020. [30] Las computadoras portátiles basadas en CPU Ice Lake Y (9W) se lanzarán en H1 2020.
En marzo de 2020 aparecieron tres nuevas CPU Ice Lake "fuera del roadmap" en la base de datos de productos Intel: Core i7-1060NG7, Core i5-1030NG7 y Core i3-1000NG4: resultaron ser piezas a medida para Apple y no se vendieron a particulares u otras empresas

### Procesadores para portátiles
| Marca de procesador | Modelos | Núcleos(Hilos) | Frecuencia base de CPU | Turbo por Num. de núcleos (Ghz) | Turbo por Num. de núcleos (Ghz) | Turbo por Num. de núcleos (Ghz) | GPU       | GPU | GPU             | L3caché | TDP | cTDP | cTDP | Precio |
| Marca de procesador | Modelos | Núcleos(Hilos) | Frecuencia base de CPU | 1                               | 2                               | 4                               | Serie     | EUs | Frecuencia Max. | L3caché | TDP | Alta | Baja | Precio |
| ------------------- | ------- | -------------- | ---------------------- | ------------------------------- | ------------------------------- | ------------------------------- | --------- | --- | --------------- | ------- | --- | ---- | ---- | ------ |
| Core i7             | 1068G7  | 4 (8)          | 2.3 GHz                | 4.1                             |                                 | 3.6                             | Iris Plus | 64  | 1.1 GHz         | 8 MiB   | 28W | 28W  |      |        |
| Core i7             | 1065G7  | 4 (8)          | 1.3 GHz                | 3.9                             |                                 | 3.5                             | Iris Plus | 64  | 1.1 GHz         | 8 MiB   | 15W | 25W  | 12W  | $426   |
| Core i7             | 1060NG7 | 4 (8)          | 1.2 GHz                | 3.8                             |                                 | ?                               | Iris Plus | 64  | 1.1 GHz         | 8 MiB   | 10W | ?    |      |        |
| Core i7             | 1060G7  | 4 (8)          | 1.0 GHz                | 3.8                             |                                 | 3.4                             | Iris Plus | 64  | 1.1 GHz         | 8 MiB   | 9W  | 12W  |      |        |
| Core i5             | 1035G7  | 4 (8)          | 1.2 GHz                | 3.7                             |                                 | 3.3                             | Iris Plus | 64  | 1.05 GHz        | 6 MiB   | 15W | 25W  | 12W  | $320   |
| Core i5             | 1035G4  | 4 (8)          | 1.1 GHz                | 3.7                             |                                 | 3.3                             | Iris Plus | 48  | 1.05 GHz        | 6 MiB   | 15W | 25W  | 12W  | $309   |
| Core i5             | 1035G1  | 4 (8)          | 1.0 GHz                | 3.6                             |                                 | 3.3                             | UHD       | 32  | 1.05 GHz        | 6 MiB   | 15W | 25W  | 13W  | $297   |
| Core i5             | 1030NG7 | 4 (8)          | 1.1 GHz                | 3.5                             |                                 | ?                               | Iris Plus | 64  | 1.05 GHz        | 6 MiB   | 10W | ?    |      |        |
| Core i5             | 1030G7  | 4 (8)          | 0.8 GHz                | 3.5                             |                                 | 3.2                             | Iris Plus | 64  | 1.05 GHz        | 6 MiB   | 9W  | 12W  |      |        |
| Core i5             | 1030G4  | 4 (8)          | 0.7 GHz                | 3.5                             |                                 | 3.2                             | Iris Plus | 48  | 1.05 GHz        | 6 MiB   | 9W  | 12W  |      |        |
| Core i3             | 1005G1  | 2 (4)          | 1.2 GHz                | 3.4                             | 3.4                             | N/A                             | UHD       | 32  | 0.9 GHz         | 4 MiB   | 15W | 25W  | 13W  | $281   |
| Core i3             | 1000NG4 | 2 (4)          | 1.1 GHz                | 3.2                             | 3.2                             | N/A                             | Iris Plus | 48  | 0.9 GHz         | 4 MiB   | 9W  | ?    |      |        |
| Core i3             | 1000G4  | 2 (4)          | 1.1 GHz                | 3.2                             | 3.2                             | N/A                             | Iris Plus | 48  | 0.9 GHz         | 4 MiB   | 9W  | 12W  | 8W   |        |
| Core i3             | 1000G1  | 2 (4)          | 1.1 GHz                | 3.2                             | 3.2                             | N/A                             | UHD       | 32  | 0.9 GHz         | 4 MiB   | 9W  | 12W  | 8W   |        |

### Procesadores para servidores
Intel espera lanzar CPUs llamados "Ice Lake-SP" para el tercer trimestre de 2020.